# TriceraTop Spin
TriceraTop Spin est une attraction de type manège du parc Disney's Animal Kingdom à Walt Disney World Resort. L'attraction est un élément du Chester and Hester's Dino-Rama qui est située dans une partie de Dinoland, USA. 
Le nom de l'attraction est un jeu de mots sur les tricératops et les toupies (top spin).
L'attraction est un clone sur le thème des dinosaures de Dumbo the Flying Elephant.

## L'attraction
- Ouverture : 28 novembre 2001
- Conception : Walt Disney Imagineering
- Capacité : 16 tricératops de 4 places
- Durée : 1 min 30 s
- Type d'attraction : manège avion
- Situation : 28° 21′ 23″ N, 81° 35′ 17″ O